# 엔스강

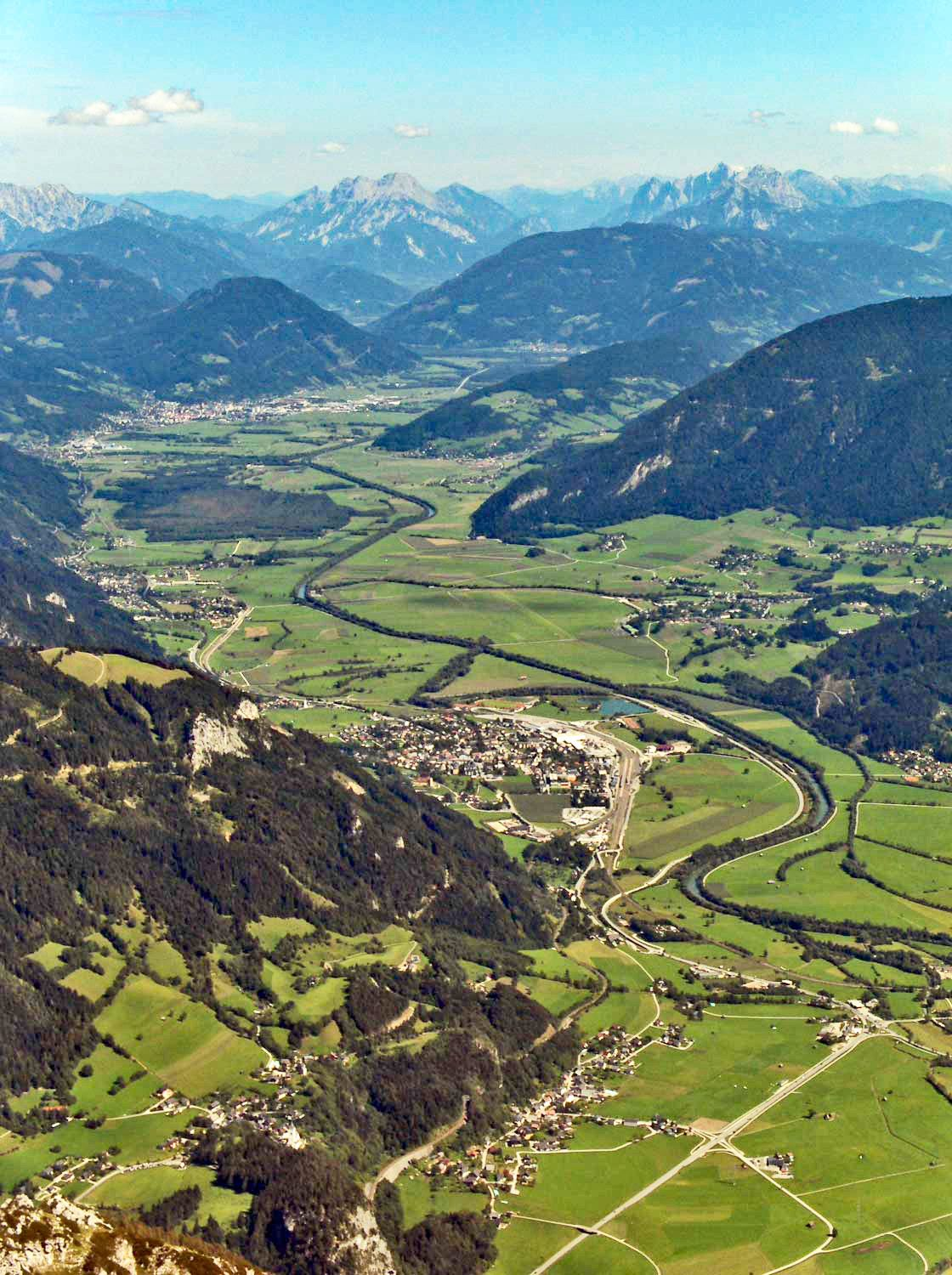
엔스강

엔스강(독일어: Enns)은 오스트리아의 강으로 길이는 254 km, 평균 유량은 201 m3/s, 유역 면적은 6,000 km2이다. 도나우강의 남쪽 지류이며 오버외스터라이히주, 니더외스터라이히주의 경계 지점을 흐른다.
잘츠부르크주에 위치한 라트슈테터타우에른(Radstädter Tauern)산맥에서 발원한다. 북부 석회암 알프스 산맥과 중동알프스산맥의 경계 지점에 있는 빙하기에 형성된 계곡을 흐른 다음에 슈타이어마르크주 방향으로 흘러가며 마우트하우젠(Mauthausen), 엔스(Enns)에서 도나우강과 합류한다. 강 전체에는 10개의 수력 발전소가 있다.